# Monument als Herois de la Branca d'Enginyeria
El Monument als Herois de la Branca d'Enginyeria (en romanès: Monumentul Eroilor din Arma Geniului; sovint anomenat Leul - "el lleó") a Bucarest, Romania es dedica a l'heroisme i el sacrifici dels enginyers militars que van lluitar a l'exèrcit romanès durant la Primera Guerra Mundial, dels quals prop d'un miler van morir en combat i molts més foren ferits.
Inaugurat el juny de 1929, es troba a la intersecció de Bulevardul Geniului i Bulevardul Iuliu Maniu, a l'altra banda del carrer del Palau Cotroceni. Un dels monuments més reconeguts de Bucarest, va ser finançat íntegrament a través de donacions d'oficials veterans del Braç d'Enginyers i executat per Spiridon Georgescu.
A la base piramidal hi ha relleus de bronze que representen els enginyers en acció. Quatre estàtues de bronze de mida real representen les tropes del braç de l'enginyer — un sapador, un constructor de ponts de pontons, un enginyer del cos de senyals i un soldat de Căile Ferate Române.
Però el component principal del monument és una estàtua d'un lleó, que s’alça damunt del pedestal. Amb les seves potes davanteres, trepitja el canó d'un canó (sobre el qual hi ha un Pickelhaube); una bandera flueix cap avall. El lleó simbolitza la resistència, la gosadia i la valentia demostrada per les tropes romaneses entre el 1916 i el 1918, especialment en les dramàtiques batalles durant l'estiu de 1917 — Mărăşti, Oituz i Mărăşeşti.
La inscripció està gravada al relleu del pedestal: "Spuneți generacions viitoare că noi am done suprema jertfă pe câmpurile de bătaie per întregirea neamului" - "Digues a les generacions següents que vam fer el sacrifici suprem als camps de batalla per la unió del poble". Un medalló a les escales de la part inferior diu: "EROILOR DIN ARMA GENIULUI 1916-1919" - "Als herois del braç d'enginyer 1916-1919".